# Piculus
Piculus és un gènere d'ocells de la família dels pícids (Picidae) que es troben a Amèrica Central i del Sud.

## Taxonomia
El gènere va ser introduït pel naturalista alemany Johann Baptist von Spix el 1824. El 1923, l'ornitòleg nord-americà Harry C. Oberholser va desigar el picot verd daurat (Piculus chrysochloros) com l'espècie tipus. El nom genèric és un diminutiu de la paraula llatina «Picus» que significa “picot”.
El gènere forma part de la subfamília del picot Picinae i té una relació germana amb el gènere Dryocopus les espècies del qual es troben a Euràsia i Amèrica. El gènere Piculus és membre de la tribu Picini i pertany a un clade que conté cinc gèneres: Colaptes, Piculus, Mulleripicus, Dryocopus i Celeus.
Segons la Classificació del Congrés Ornitològic Internacional (versió 14.2, 2024) aquest gènere està format per 7 espècies:
- picot celladaurat (Piculus aurulentus).
- picot de Panamà (Piculus callopterus).
- picot verd daurat (Piculus chrysochloros).
- picot gorjagroc (Piculus flavigula).
- picot gorjablanc (Piculus leucolaemus).
- picot de Lita (Piculus litae).
- picot ala-roig (Piculus simplex).

Les espècies anteriorment pertanyents a aquest gènere: Piculus rubiginosus, Piculus rivolii i Piculus auricularis van ser transferides a Colaptes amb els noms Colaptes rubiginosus, Colaptes rivolii i Colaptes auricularis amb base als estudis genètics de Webb & Moore 2005, Benz. 20067 i Moore et al. 2011 i seguint l'aprovació de la Proposta N° 265 al South American Classification Committee (SACC).
Els estudis morfològics i taxonòmics de Del-Rio et al. 2013, van concloure que el complex Piculus chysochloros es compon de sis espècies vàlides, abans considerades les subespècies P. chrysochloros capistratus, P. chrysochloros paraensis, P. chrysochloros laemostictus, P. chrysochloros polyzonus i P. chrysochloros xanthochloros a més de la subespècie nominal. El Comitè Brasiler de Registres Ornitològics (CBRO) a la Llista d'Ocell de Brasil - 2015 va elevar a la categoria d'espècie les 4 subespècies que ocorren al Brasil:
- Piculus capistratus (Mahlerbe), 1862
- Piculus paraensis Todd, 1937
- Piculus laemostictus (Snethlage), 1907
- Piculus polyzonus (Valenciennes), 1826

Aquest canvi taxonòmic no ha estat reconegut per altres classificacions.